# Chrášťany (Benešovi járás)
Chrášťany település Csehországban, a Benešovi járásban. Chrášťany Václavice, Netvořice, Neveklov, Chářovice és Týnec nad Sázavou településekkel határos. Lakosainak száma 255 fő (2024. január 1.).

## Népesség
A település lakosságának változását az alábbi diagram mutatja:
| Lakosok száma | 550  | 549  | 526  | 338  | 244  | 184  | 240  | 238  | 234  | 255  |
|               | 1869 | 1890 | 1921 | 1950 | 1980 | 2001 | 2017 | 2019 | 2022 | 2024 |